# Maxéville
Maxéville é uma comuna francesa na região administrativa de Grande Leste, no departamento de Meurthe-et-Moselle. Estende-se por uma área de 5,63 km². Em 2010 a comuna tinha 9 859 habitantes (densidade: 1 751,2 hab./km²).594 hab/km².